# Силуан (апостол от 70)
Силуа́н (др.-греч. Σιλουανός, лат. Silvanus)— апостол от семидесяти. Силуан — латинизированная форма имени Сила, что породило споры о возможном тождестве апостолов Силуана и Силы.
Силуан являлся учеником апостола Павла и упоминается им во втором Послании к Коринфянам: «Верен Бог, что слово наше к вам не было то „да“, то „нет“. Ибо Сын Божий, Иисус Христос, проповеданный у вас нами, мною и Силуаном и Тимофеем, не был „да“ и „нет“; но в Нем было „да“» (2Кор. 1:18-19). Также Силуан был помощником апостола Петра, который в своем послании пишет: «Сие кратко написал я вам чрез Силуана, верного, как думаю, вашего брата» (1Пет. 5:12). По преданию православной церкви Силуан был епископом Солуни (Фессалоники).
Димитрий Ростовский пишет о нём: «святой Силуан с каждым из верховных Апостолов трудился в проповедании учения Христова, будучи участником в их трудах и болезнях. В Солуни же он был епископом и, подъявши много скорбей ради веры, отошёл здесь ко Христу, венчающему все подвиги».
Память апостола Силуана в Православной церкви совершается 12 августа (30 июля по старому стилю) и 17 января (4 января по старому стилю) в день Собора Апостолов от семидесяти.